# ノースウェスタン (船)
ノースウェスタン (SS Northwestern) はチェスターのDelaware River Iron Ship Building and Engine Worksで1889年に進水した貨客船であり、大半の期間アラスカ準州水域で運行された。長さ336 ft (102 m)、速力14ノット (26 km/h; 16 mph)。不運な船と言われ、たびたび座礁したり衝突事故を起こしている。
最初は西インド諸島で「SS Oriziba」という船名で輸送船として運用され、1906年にNorthwestern Steamship Companyに取得されて「ノースウェスタン」と改名。以後30年間、アラスカ沿岸で人、貨物、郵便物やKennecottで採掘された鉱石を輸送した。
1907年3月14日、Latouche付近のBeatson湾で座礁。4月に浮揚され、5月25日に曳船に曳航されてエスカイモルトへ向かった。しかし、すぐに浸水が発生。Swanportに座礁させられ、再び沈没。再度浮揚され、その場を離れたが、6月4日に曳船ともどもフレーザー川河口で座礁している。「ノースウェスタン」の修理はビクトリアで行われた。
1909年2月14日、アラスカ湾で嵐にあい損傷した帆船「Nugget」を発見。乗組員7名を救助しジュノーへ運んだ。
1910年12月3日、ファルス湾湾口のPile Point付近で座礁。
1911年9月27日、ケチカン到着時に機関室への信号線が壊れて停止を全速前進と伝えたため、鮭缶詰製造船「グリーリー・オブ・ザ・シーズ (Glory of the seas)」と衝突した。両船とも、損傷は軽微であった。
1913年1月、アラスカのVladez付近で座礁。2月、「Skagit Queen」と衝突。9月12日、「H・B・ケネディ (H. B. Kennedy)」と衝突。
1915年10月6日、ケチカン付近、ペンノック島南のPotter Rockで座礁。
1933年7月25日、アラスカのセンチネル島灯台沖で座礁。その後イーグル川の砂嘴に乗り上げさせられ、乗客はアメリカ政府の船に収容された。
1942年6月4日、ダッチハーバーで労働者の宿舎となっていた「ノースウェスタン」は同地に対する日本軍の空襲で爆弾1発が命中し大損害を受けた。その後、船体には廃棄物が積まれ、キャプテンズ湾へ曳航された。1946年ごろ、同地で沈められた。
沈没場所は1994年にアメリカ合衆国国家歴史登録財に登録されている。